# Trigonotis
Trigonotis es un género de plantas con flores perteneciente a la familia Boraginaceae. Comprende 85 especies descritas y de estas 46 aceptadas.

## Taxonomía
El género fue descrito por Christian von Steven y publicado en Bulletin de la Société Impériale des Naturalistes de Moscou 24(1): 603. 1851. La especie tipo es: Trigonotis peduncularis (Trevis.) Benth. ex Baker & S. Moore. 

## Especies seleccionadas
- Trigonotis abata
- Trigonotis amblyosepala
- Trigonotis angustifolia
- Trigonotis apoensis